# 전주이씨 광평대군파 묘역
전주이씨 광평대군파 묘역(全州李氏 廣平大君派 墓域)은 서울특별시 강남구 수서동에 있는 조선시대 세종대왕의 아들 광평대군(1425∼1444)의 묘이다. 1981년 2월 5일 서울특별시의 유형문화재 제48호로 지정되었다.

## 개요
세종대왕의 아들 광평대군(1425∼1444)의 묘이다.
광평대군의 자는 환지(煥之), 호는 명성당(明誠堂)이며 시호는 장의(章懿)이다. 성균관에 입학하여 학문에 힘썼고 국어·음률·산수에도 밝았다. 성품이 너그럽고 총명하였으며 서예와 격구에 뛰어났으나, 20세의 나이로 요절하였다.
묘역은 서울근교에 남아 있는 왕손의 묘역 중 원형을 가장 잘 유지하고 있으며, 주변에는 문중의 묘소 700여 기와 종가의 옛 가옥이 함께 있는 공동묘역이다. 연산군 1년(1495)에 현재의 자리로 이장하였고, 숙종 21년(1695)에 분묘의 소재지를 기록한 비를 세웠다.
묘역 아래에는 신도비(神道碑:왕이나 고관 등의 평생 업적을 기리기 위해 무덤 근처 길가에 세우는 비)가 세워져 있다.

## 참고 자료
- 전주이씨광평대군파묘역 - 국가유산청 국가유산포털